# Хесус Лірансо
Хесус Лірансо (ісп. Jesús Liranzo, 2 листопада 1995) — венесуельський стрибун у воду.
Учасник Олімпійських Ігор 2016 року, де в стрибках з 10-метрової вишки посів 21-ше місце.